# Arvidossen
Arvidossen är en bergstopp i Schweiz. Den ligger i kantonen Obwalden, i den centrala delen av landet, 60 km öster om huvudstaden Bern. Toppen på Arvidossen är 1 808 meter över havet.